# Madonna di Cimabue portata in processione per le strade di Firenze
La Madonna di Cimabue portata in processione per le strade di Firenze (in inglese Cimabue's Celebrated Madonna is carried in Procession through the Streets of Florence o solamente Cimabue's Celebrated Madonna) è un dipinto ad olio dell'artista inglese Frederic Leighton. Misura più di due metri di altezza e più di cinque metri di larghezza, la tela fu dipinta da Leighton dal 1853 al 1855 a Roma come sua prima grande opera. Dal 1988 è esposto alla National Gallery di Londra, in prestito a lungo termine dalla Royal Collection, dove è stato precedentemente esposto in alto sopra il vestibolo principale, direttamente oltre l'ingresso della galleria.

## Descrizione
L'immagine mostra una scena dello storico dell'arte cinquecentesco Giorgio Vasari nella descrizione della processione del XIII secolo di una pala d'altare della Madonna col Bambino per le strade di Firenze. La Madonna viene trasportata dallo studio dell'artista fiorentino Cimabue alla chiesa di Santa Maria Novella.  Lo stesso Cimabue è raffigurato immediatamente di fronte alla Madonna con una corona di alloro sulla testa. È seguito da un gruppo che comprende alcune importanti figure artistiche fiorentine del giorno, tra cui il suo allievo Giotto, il poeta Dante Alighieri (appoggiato al muro a destra), l'architetto Arnolfo di Cambio, i pittori Gaddo Gaddi, Andrea Tafi, Buonamico Buffalmacco e Simone Martini; lo scultore Nicola Pisano, e a cavallo sul bordo destro dell'immagine, il re di Napoli, Carlo d'Angiò. 
La Madonna raffigurata, vista ad angolo molto stretto al centro del dipinto, non è in realtà di Cimabue, ma è invece la Madonna Rucellai dell'artista senese Duccio di Buoninsegna. Questo errore è il risultato di un'attribuzione errata di questa pala da parte del Vasari che durò ai tempi di Leighton, un errore che non fu corretto fino al 1889 da Franz Wickhoff.
A Londra presso il Leighton House Museum è conservato uno schizzo a olio per il dipinto e diversi disegni preparatori.

## Galleria d'immagini

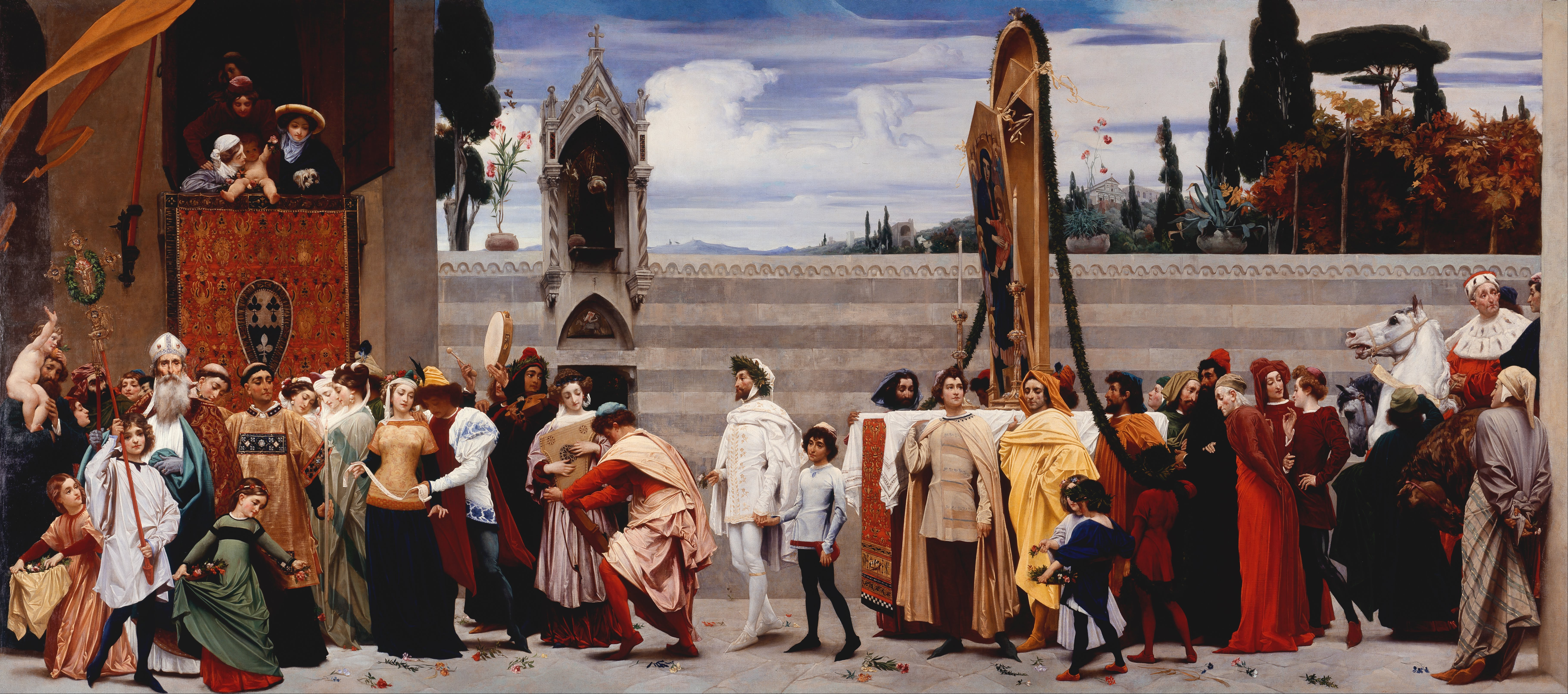